# エイゲニア・ティス・エラザス
エイゲニア・ティス・エラザス・ケ・ザニアス（ギリシア語: Ευγενία της Ελλάδας και Δανίας, 1910年2月10日 - 1989年10月15日）は、ギリシャの王族。ゲオルギオス1世の次男ゲオルギオス王子とその妻であった精神分析学者のマリー・ボナパルトとの間に生まれた長女で、デンマーク王女およびギリシャ王女の称号を有した。

## 生涯
1938年、ポーランド貴族のドミニク・ラジヴィウ公（オーストリア大公カール・シュテファンの外孫）と結婚し、タティアナ（1939年 - ）、イェジ（1942年 - 2001年）の2人の子供をもうけたが、1946年に離婚した。また1949年にトゥルン・ウント・タクシス家の一員であるイタリア貴族のカステル・ドゥイノ公ライモンド・デッラ・トッレ・エ・タッソと再婚し、息子カルロ・アレッサンドロ（1952年 - ）をもうけたが、1967年に離婚した。